# Benjamin Tallmadge
Benjamin Tallmadge (Setauket, 25 febbraio 1754 – Litchfield, 7 marzo 1835) è stato un militare e politico statunitense.

## Biografia
Benjamin Tallmadge si diplomò a Yale nello stesso corso di Nathan Hale nel 1773.
Nel 1776 diventò maggiore del 2nd Continental Light Dragoons fino a che venne promosso tenente colonnello, nel momento in cui fu nominato capo del servizio di spionaggio americano da George Washington.
Come capo dello spionaggio creò il Culper Ring, nota rete di spionaggio operante a New York e a Long Island.
Il 4 marzo 1801, facendo parte del Partito Federalista venne eletto alla Camera dei Rappresentanti per rappresentare il distretto del Connecticut, ruolo che mantenne fino al 3 marzo 1817.